# New Police Story
New Police Story es una película de Hong Kong, dirigida por Benny Chan en 2004. y protagonizada por Jackie Chan, Terence Yin, Daniel Wu, Nicholas Tse, Charlie Yeung, Charlene Choi, Dave Wong, y Andy On.

## Sinopsis
Wing es un veterano del Cuerpo de Policía de Hong Kong. 
Todo el mundo conoce su nombre y su profesionalidad. Su mayor logro sería acabar con la banda de Los Cinco, un club de criminales que disfruta con los tiroteos. Durante un enfrentamiento con la banda, Wing y su equipo son traicionados y mueren todos menos él. 
Angustiado por el fracaso y el dolor, Wing se transforma en un solitario alcohólico de los bajos fondos. Fung, un joven que desea ser policía, le rescata de la mala vida y juntos elaboran un plan para acabar con los Cinco, aunque cuando Wing descubre las intenciones de Fung, duda de su lealtad.

## Argumento
Seis meses atrás, el inspector Chan Kwok-Wing y su equipo de policías se enfrentan con un grupo de adolescentes aficionados a los videojuegos cuyo objetivo era asesinar policías, éstos se hacían llamar la banda de "Los Cinco". Cuando el Inspector hace una estrategia para acabar con ellos, reúne a todo su equipo y se dirigen a la misión, el plan falla  y todo el equipo es cruelmente asesinado, excepto el Inspector. A raíz del trágico suceso, Wing sufre un trauma y es suspendido de su cargo durante un año, por lo que se termina refugiando en el alcohol, culpándose por la muerte de todo su equipo. Estando borracho, Wing se encuentra con Fung, un joven que dice ser un policía y su admirador. Lo ayuda llevándolo a casa y hace todo lo posible para que el Inspector recupere su vida. Pronto, los dos se unen para retomar el caso del club y descubren sus identidades, todos eran jóvenes ricos con una vida frustrada y un odio en común hacia sus familias poderosas. El grupo se da cuenta y ataca a la novia de Wing, tendiéndole una trampa en el departamento de policía, en el que ambos están a punto perder la vida. Los superiores del Inspector se dan cuenta de que éste estuvo fingiendo su cargo sin tener autorización por lo que es detenido junto con Fung.  Después de ser liberado, Wing descubre el siguiente atentado y deciden ir a detenerlos poniendo en juego su carrera y la vida de Fung. Justo cuando la banda de los cinco planea atracar el banco de Hong Kong, llegan los dos compañeros, desalojando el lugar e intentando detener la llegada de la policía para evitar otra masacre, seguido de esto, arriban los padres de los asaltantes e intentan hacerlos desistir. Más adelante llegan las fuerzas de policiales especiales y comienzan una persecución para terminar así con la banda de los 5. Wing recupera su puesto y recuerda el momento en el que conoció a Fung, años atrás.